# Françoise Dorin
Françoise Dorin (* 23. Januar 1928 in Paris; † 12. Januar 2018 in Courbevoie) war eine französische Schriftstellerin.

## Leben und Werk

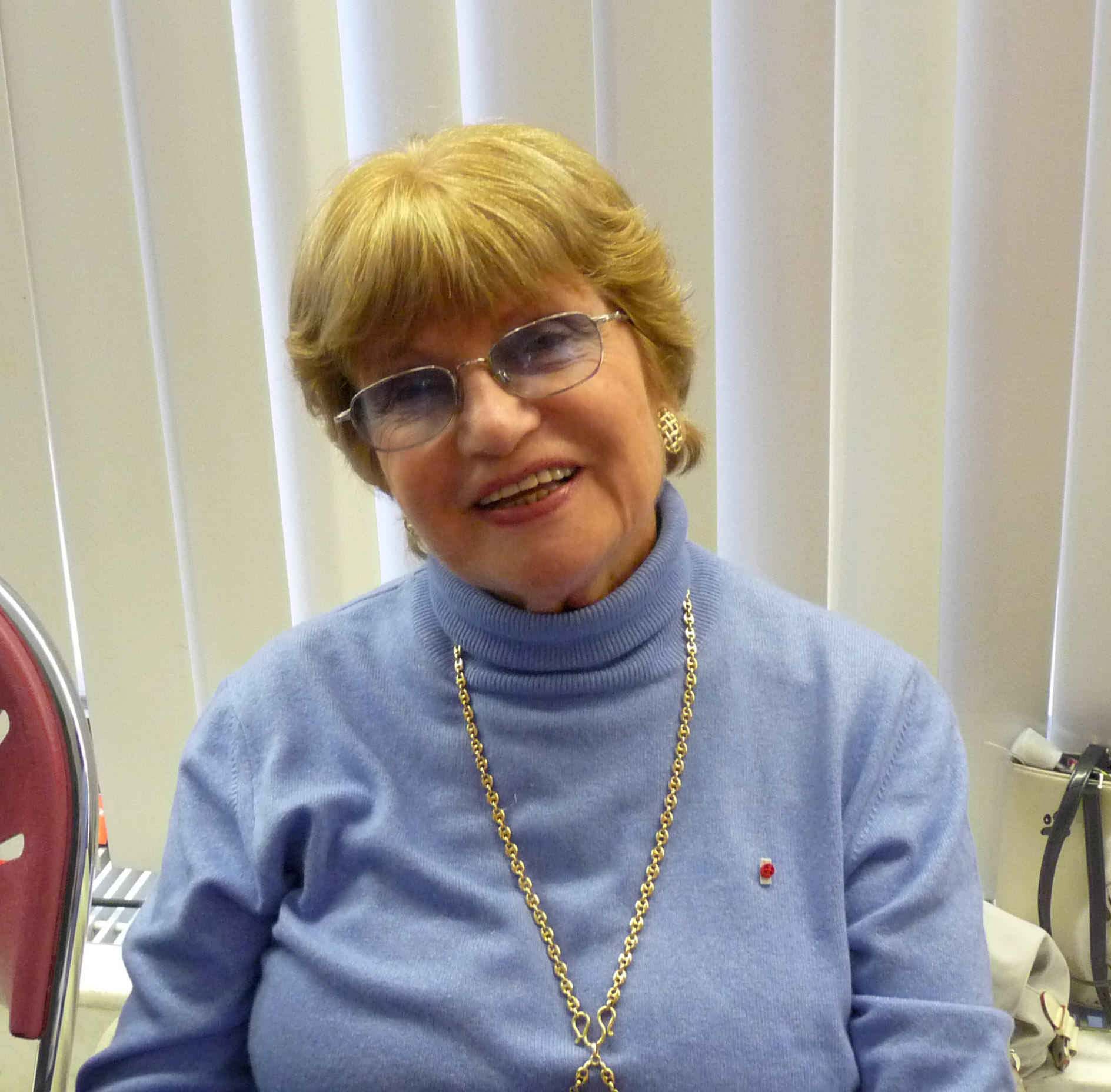
Françoise Dorin (2009)

Françoise Dorin war die Tochter des Chansonniers René Dorin (1891–1969), in dessen Théâtre des Deux Ânes sie (nach Absolvieren der Schauspielschule Cours Simon) ihre Karriere als Schauspielerin begann. Dann verfasste sie zahlreiche Chansontexte (überwiegend zwischen 1965 und 1968), rund 20 erfolgreiche Stücke des Boulevardtheaters (überwiegend zwischen 1967 und 1983) und ebenso viele Romane (überwiegend zwischen 1984 und 2011). Ihre Texte verbanden Zeitkritik mit geistvollen Dialogen. So karikierte sie die Vernachlässigung der Kinder in dem Roman „Geh zu Mama, Papa muss arbeiten“ (Va voir Maman, Papa travaille). Sie war bis ins hohe Alter produktiv und starb 2018 mit fast 90 Jahren. In Paris trägt ein Platz ihren Namen.

## Werke (Auswahl)

### Gesammelte Theaterstücke
- Théâtre 1. Le Tournant. Les Bonshommes. Julliard, Paris 1973.
- Théâtre 2. Comme au théâtre. La Facture. Un sale égoïste. Julliard, Paris 1973.
- Théâtre 3. L’autre valse. Si t’es beau t’es con. Julliard, Paris 1978.

### Einzelne Theaterstücke
- Comme au théâtre (1967)
- La Facture (1968)
- Les Bonshommes (1969)
  - (deutsch) Oh diese Männer! (1970)
- Un Sale égoïste (1970)
  - (deutsch) Ein unausstehlicher Egoist. Deutsch von Yvonne Sturzenegger (1970)
- Le Tournant (1973)
  - (deutsch) Der Wendepunkt. Deutsch von Charles Regnier (1974)
- Le Tube (1975)
- L’Autre valse (1976)
- Si t’es beau, t’es con (1977)
- Les Lits à une place (1980)
- L’Intoxe (1980, 1981)
- Les Miroirs truqués (1982)
- L’Étiquette (1983)
  - (deutsch) Etikett. Deutsch von Christian Wölffer. (1985)
- Les Cahiers tango (1988)
- Le retour en Touraine (1993)
- Soins intensifs (2001)
- Monsieur de Saint-Futile (2002)
- Vous avez quel âge ? (2010)
- Ensemble et séparément (2013)

### Romane
- Virginie et Paul (1957)
- La Seconde dans Rome (1958)

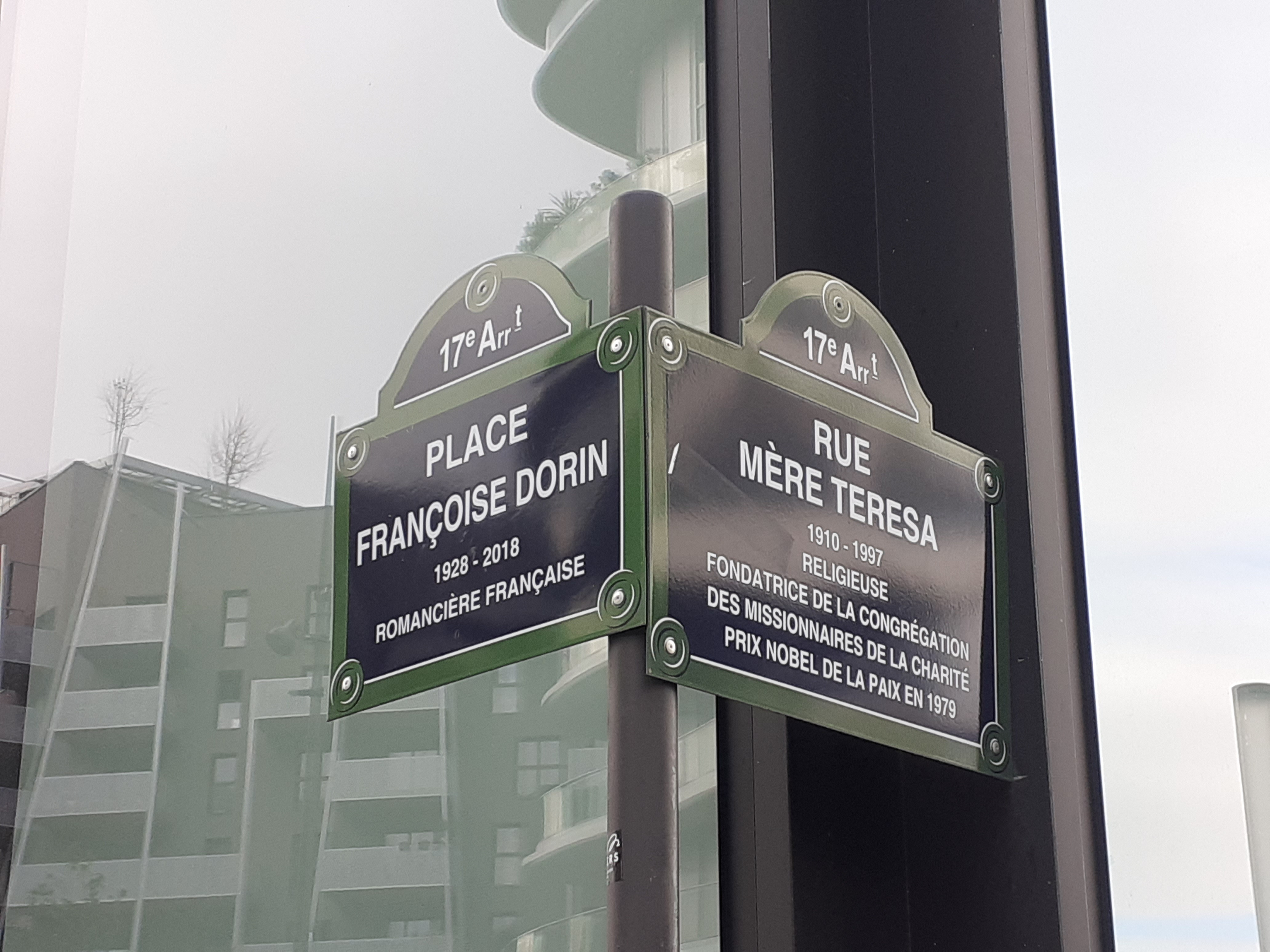
Straßenschild in Paris

- Va voir maman, papa travaille ! (1976)
- Les Jupes-culottes (1984)
- Les Corbeaux et les renardes (1988)
- Nini Patte-en-l’Air (1990)
- Au nom du père et de la fille (1992)
- Pique et coeur (1993, 1994) (Aphorismen)
- La mouflette (1994)
- Les vendanges tardives (1997, 1998, 2001, 2014)
- La courte paille (1999)
- Dorin père et fille (1999) (biographisch, Chansons)
- Les julottes (2000)
- La rêve-party (2002)
- Tout est toujours possible (2003, 2004, 2005)
- Et puis après... (2004, 2005, 2006)
- Le coeur à deux places (2006)
- En avant toutes ! (2007, 2008)
- Quand les mouettes nous volent dans les plumes (2008)
- Les lettres que je n’ai pas envoyées (2009) (Stilübung)
- Prête-moi ta vie pour t’écrire là-haut (2011) (autobiographisch)